# Ovoalbúmina
L'ovoalbúmina és la proteïna més abundant de la clara de l'ou (aproximadament un 55-60% del total de proteïnes de la clara) .
És una glicoproteïna amb grups fosfat que és la responsable de l'elevat valor nutricional de l'ou.

## Propietats fisico-químiques
L'ovoalbumina de gallina és una proteïna de 385 aminoàcids i de 45 kDa de massa molecular. Te una estructura similar a les serpines. És també una proteïna amb gran quantitat de metionina i cisteïna. Es desnaturalitza i coagula amb la calor però també es desnaturalitza quan s'agita la clara.